# Riddick Bowe
Riddick Lamont Bowe (New York, 10 augustus 1967) is een Amerikaans voormalig wereldkampioen boksen bij de zwaargewichten, erkend door alle bonden (undisputed). Hij veroverde deze door in november 1992 regerend titelhouder Evander Holyfield na 12 ronden op punten te verslaan. Exact twaalf maanden later verloor Bowe zijn kampioensgordel aan diezelfde Holyfield.

## Carrière
Bowe won zilver in de klasse superzwaargewicht (91+ kg) op de Olympische Zomerspelen 1988, nadat hij daar de finale verloor van Lennox Lewis door TKO in de 2de ronde. Een jaar later werd hij prof. Een opmars door de ranglijsten volgde tot hij drie jaar later regerend wereldkampioen Evander Holyfield mocht uitdagen. Nadat Bowe deze versloeg door een unanieme beslissing van de jury, liep zijn reputatie een flinke knauw op. Hij verklaarde namelijk op een persconferentie zijn titel nog liever in een vuilnisbak te gooien dan het opnieuw op te nemen tegen Lewis, die inmiddels het recht verworven had hem uit te dagen voor de wereldtitel. Dit onderstreepte hij door dit voor het oog van de camera daadwerkelijk te doen.
Nadat Bowe zijn titel wel en met gemak verdedigde tegen Michael Dokes (KO 1ste ronde) en Jesse Ferguson (KO 2de ronde), moest hij het in november 1993 opnieuw opnemen tegen Holyfield. Laatstgenoemde won hierbij zijn titel terug doordat een meerderheid van de jury hem als winnaar aanwees. Het was de enige nederlaag die Bowe leed tijdens zijn professionele loopbaan. Hij won zijn 43 andere gevechten, waarvan 33 op knock-out.